# As a Matter of Fact
As a Matter of Fact is een splitalbum van de Canadese punkband The Almighty Trigger Happy, de Zweedse punkband Satanic Surfers en de Amerikaanse punkbands Good Riddance, Ill Repute en Strung Out. Het album werd in 1998 uitgegeven op cd door Fearless Records in de Verenigde Staten en door Bad Taste Records in Zweden.
De nummers van Strung Out zijn op de Zweedse versie van het album niet te horen. In plaats daarvan staan alleen de twaalf nummers van de andere vier bands op het album.

## Achtergrond
Alle nummers van Satanic Sufers waren al eerder uitgegeven, maar "Big Bad Wolf" werd later opgenomen voor het studioalbum Going Nowhere Fast (1999). De nummers van The Almighty Trigger Happy zijn niet eerder uitgegeven. Het nummer "Betray" was nog niet eerder uitgegeven, de andere twee nummers van de band wel. De nummers van Strung Out waren ook allen eerder uitgegeven.
"Holding On" van Good Riddance verscheen hetzelfde jaar op het studioalbum Ballads from the Revolution. "What We Have" was al uitgegeven met het splitalbum Good Riddance/Ensign (1997). Ook "Lame Duck Arsenal" was al eerder uitgegeven.

## Nummers
| The Almighty Trigger Happy 1. "Died Trying" - 2:07 2. "Blood Red and Forever Blue" - 2:45 3. "Surprise, Surprise" - 2:05 Good Riddance 1. "Holding On" - 2:14 2. "What We Have" - 2:31 3. "Lame Duck Arsenal" - 2:16 Satanic Surfers 1. "Sail Away" - 3:01 2. "Unless We Try / Big Bad Wolf" - 1:51 3. "Killing Me" - 1:36 | Ill Repute 1. "Stuck" - 2:34 2. "On Your Own" - 2:59 3. "Betray" - 2:53 Strung Out 1. "Jacqueline" - 2:30 2. "American Lie" - 2:34 3. "Through Your Fingers" - 2:02 |